# La Pera, Nacajuca
La Pera är en ort i Mexiko.   Den ligger i kommunen Nacajuca och delstaten Tabasco, i den sydöstra delen av landet, 700 km öster om huvudstaden Mexico City. La Pera ligger 6 meter över havet och antalet invånare är 411.
Terrängen runt La Pera är mycket platt. Runt La Pera är det tätbefolkat, med 442 invånare per kvadratkilometer. Närmaste större samhälle är Villahermosa, 5,3 km sydost om La Pera. Runt La Pera är det i huvudsak tätbebyggt.